# Isabel Stilwell
Maria Isabel Stilwell (Lisboa, Santa Isabel, 8 de maio de 1960) é uma jornalista e escritora portuguesa.
Desde o Diário de Notícias, onde começou aos 21 anos, que contribui para o jornalismo português. Concebeu e dirigiu a revista Pais & Filhos, foi diretora da revista Notícias Magazine durante 13 anos e diretora do jornal Destak de 2007 a 2012.
Paralelamente, escreveu vários livros de ficção, contos e histórias para crianças, mas a sua grande paixão por romances históricos revelou-se em 2007, com o bestseller Filipa de Lencastre, a que se seguiram as vidas de Catarina de Bragança, D. Amélia, D. Maria II, Isabel de Borgonha (Ínclita Geração), D. Teresa, Isabel de Aragão (a nossa Rainha Santa), D. Maria I, D. Manuel I, Inês de Castro, Filipe I de Portugal, Leonor Teles, e mais recentemente, Estefânia. 
Escreve uma crónica de opinião quinzenal no Jornal de Negócios e colabora com a revista Máxima. Faz também "Birras de Mãe" com a filha, Ana Stilwell, no jornal Público, em formato de crónica escrita às terças-feiras e de podcast às quintas-feiras. Durante 15 anos, fez o programa Dias do Avesso, na Antena 1, com Eduardo Sá.
Com a reportagem sobre a adoção em Portugal «Não amam nem deixam amar», em conjunto com a jornalista Carla Marina Mendes, foi distinguida com o 1.º Prémio de jornalismo «Os Direitos da Criança em Notícia».

## Obras

### Literatura infantil
- As Melhores Histórias para contar em minuto e meio (1,2, e 3) (Verso de Kapa)
- Histórias para os avós lerem aos netos + Audiolivro (2013, Verso de Kapa)
- Histórias para os avós lerem aos netos Livro II (2016, Verso da Capa)
- Afonso e a Espada Mágica (2016, Pais em Rede)
- O Príncipe D. Luís e o Mistério do Mapa Roubado (2017, Falcoaria Real, CMSM)
- D. Maria II - A menina rainha (2019, Manuscrito)
- O mata-pesadelos (2019, Livros Horizonte)
- A caracóis de ouro, os três ursos e a banheira (2020, Livros Horizonte)
- Isabel de Aragão - A nossa rainha santa (2021, Planeta Editora)
- D. Amélia - A rainha que deixou o coração em Portugal (2021, Planeta Editora)
- D. Manuel I - O rei dos Descobrimentos (2023, Planeta Editora)
- Filipa de Lencastre - A rainha que seguiu a sua estrela (2023, Planeta Editora)

### História
- Filipa de Lencastre - A rainha que mudou Portugal (2007, A Esfera dos Livros; 2016, Livros Horizonte)
- Catarina de Bragança - A coragem de uma infanta portuguesa que se tornou Rainha de Inglaterra (2008, A Esfera dos Livros, 2016, Livros Horizonte)
- D. Amélia - A Rainha Exilada que Deixou o Coração em Portugal (2010, A Esfera dos Livros; 2016, Livros Horizonte)
- D. Maria II - Tudo por um reino (2012, A Esfera dos Livros; 2016, Livros Horizonte)
- Maria da Glória (2012, Octavo - edição para o Brasil)
- Isabel de Borgonha, Ínclita Geração - A filha de D. Filipa de Lencastre que levou Portugal ao Mundo (2013, A Esfera dos Livros, 2016, Livros Horizonte)
- D. Teresa - Uma mulher que não abriu mão do poder (2015, Manuscrito Editora)
- Philippa of Lancaster - English Princess, Queen of Portugal (2015, Livros Horizonte)
- Isabel de Aragão - A Rainha que Portugal imortalizou como Rainha Santa (2017, Manuscrito Editora)
- Catherine of Braganza - The Courage of a Portuguese Infanta who became Queen of England (2017, Livros Horizonte)
- D. Maria I - Uma rainha atormentada por um segredo que a levou à loucura (2018, Manuscrito Editora)
- Maria II - The Extraordinary Friendship of Maria and Victoria, two Queens in a World of Men (2019, Livros Horizonte)
- D. Manuel I - Duas irmãs para um rei (2020, Planeta Editora)
- Inês de Castro - Espia, amante, rainha de Portugal (2021, Planeta Editora)
- Isabel of Portugal - Duchess of Burgundy - The power and glory of Philippa Of Lancaster’s only daughter (2022, Livros Horizonte)
- Dos hermanas para un rey (2022, Espasa)
- Filipe I de Portugal - O rei maldito (2023, Planeta Editora)
- Leonor Teles - A rainha que desafiou um reino (2024, Planeta Editora)
- Inés de Castro (2025, Espasa)
- Estefânia - A rainha virgem (2025, Planeta Editora)

### Outros
- 49233$00 de Telefone (2001, Texto Editora)
- Guia para ficar a saber ainda menos sobre as mulheres (2001, Editorial Notícias; 2010, A Esfera dos Livros)
- Um romance de amor (2002, Editorial Notícias)
- Como eu dei com o meu psiquiatra em louco (2003, Editorial Notícias)
- Quer um filho melhor por este preço? (2003, Texto Editora)
- 245,57 Euros de Telefone (2004, Texto Editora)
- É Meia-Noite, chove e ela não está em casa (2004, Texto Editora)
- Os dias do avesso (2011, Dom Quixote)
- As mães têm de ser chatas (2013, Verso de Kapa)
- Os dias de uma mãe que não é perfeita (2014, Livros Horizonte)
- Diário de uma Avó Galinha (2015, Verso da Kapa)
- O Frasco das Memórias - Avós e Netos - Ideias para Fazerem Juntos (2018, Livros Horizonte)
- Birras de Mãe, com a filha, Ana Stilwell (2020, Livros Horizonte)